# Czele Arena
Czele Arena – stadion piłkarski w Kobuleti, w Gruzji. Został otwarty w 1967 roku. Może pomieścić 6000 widzów. Swoje spotkania rozgrywają na nim piłkarze klubu Szukura Kobuleti.